# Microgobius signatus
Microgobius signatus és una espècie de peix de la família dels gòbids i de l'ordre dels cipriniformes que es troba des del Carib fins a Colòmbia i Veneçuela.